# Re:Mind
Re:Mind (リマインド) é uma série de televisão japonesa criada por Yasushi Akimoto e dirigida por Akira Uchikata, Yusuke Ishida, Yūsuke Koroyasu e Go Furukawa. Foi transmitida na TV Tokyo entre 20 de outubro e 29 de dezembro de 2017. A série foi transmitida nos países lusófonos por fluxo de média na Netflix em fevereiro de 2018.

## Elenco
- Mao Iguchi
- Sarina Ushio
- Memi Kakizaki
- Yūka Kageyama
- Shiho Katō
- Kyōko Saitō
- Kumi Sasaki
- Mirei Sasaki
- Mana Takase
- Ayaka Takamoto
- Mei Higashimura
- Miho Watanabe

### Episódio especial
- Miku Kanemura
- Hina Kawata
- Nao Kosaka
- Suzuka Tomita
- Akari Nibu
- Hiyori Hamagishi
- Konoka Matsuda
- Manamo Miyata

## Episódios
| #        | Título                                                                                          | Direção         | Guião             | Exibição original      |
| -------- | ----------------------------------------------------------------------------------------------- | --------------- | ----------------- | ---------------------- |
| 1        | "Episódio 1" "erro em {{japonês}}: Texto em japonês ou romaji necessário (ajuda)"               | Akira Uchikata  | Yoshimiko Murooka | 20 de outubro de 2017  |
| 2        | "Episódio 2" "erro em {{japonês}}: Texto em japonês ou romaji necessário (ajuda)"               | Akira Uchikata  | Daisuke Hosaka    | 27 de outubro de 2017  |
| 3        | "Episódio 3" "erro em {{japonês}}: Texto em japonês ou romaji necessário (ajuda)"               | Akira Uchikata  | Hiroshi Tanaka    | 3 de novembro de 2017  |
| 4        | "Episódio 4" "erro em {{japonês}}: Texto em japonês ou romaji necessário (ajuda)"               | Yusuke Ishida   | Yoshimiko Murooka | 10 de novembro de 2017 |
| 5        | "Episódio 5" "erro em {{japonês}}: Texto em japonês ou romaji necessário (ajuda)"               | Yusuke Ishida   | Hiroshi Tanaka    | 17 de novembro de 2017 |
| 6        | "Episódio 6" "erro em {{japonês}}: Texto em japonês ou romaji necessário (ajuda)"               | Yusuke Ishida   | Hiroshi Tanaka    | 24 de novembro de 2017 |
| 7        | "Episódio 7" "erro em {{japonês}}: Texto em japonês ou romaji necessário (ajuda)"               | Yūsuke Koroyasu | Daisuke Hosaka    | 1 de dezembro de 2017  |
| 8        | "Episódio 8" "erro em {{japonês}}: Texto em japonês ou romaji necessário (ajuda)"               | Yūsuke Koroyasu | Yoshimiko Murooka | 8 de dezembro de 2017  |
| 9        | "Episódio 9" "erro em {{japonês}}: Texto em japonês ou romaji necessário (ajuda)"               | Go Furukawa     | Daisuke Hosaka    | 15 de dezembro de 2017 |
| 10       | "Episódio 10" "erro em {{japonês}}: Texto em japonês ou romaji necessário (ajuda)"              | Go Furukawa     | Hiroshi Tanaka    | 22 de dezembro de 2017 |
| 11       | "Episódio 11" "erro em {{japonês}}: Texto em japonês ou romaji necessário (ajuda)"              | Yusuke Ishida   | Daisuke Hosaka    | 29 de dezembro de 2017 |
| 12       | "Episódio 12" "erro em {{japonês}}: Texto em japonês ou romaji necessário (ajuda)"              | Yusuke Ishida   | Yoshimiko Murooka | 29 de dezembro de 2017 |
| Especial | "Episódio especial: Vento" "erro em {{japonês}}: Texto em japonês ou romaji necessário (ajuda)" | Chihiro Ikeda   | Hiroshi Tanaka    | 29 de dezembro de 2017 |